# ザグレブ・ケーブルカー
ザグレブ・ケーブルカー（クロアチア語: Zagrebačka uspinjača）は、クロアチアの首都・ザグレブ市内に存在するケーブルカー（交走式ケーブルカー）。1890年に開通した長い歴史を持つ公共交通機関で、2020年現在はザグレブ電気軌道（Zagrebački električni tramvaj、ZET）によって運営されている。

## 概要
ザグレブ市内のドニィ・グラード地区（Donji Grad）とゴルニィ・グラード - メドヴェシュチャク地区（Gornji grad）を結ぶケーブルカー。総延長は僅か66 mであり、世界のケーブルカーの中で最も短いが、双方の地区を結ぶ重要な交通機関として位置づけられており、2018年時点の年間利用者数は約75万人を記録している。
このザグレブ・ケーブルカーは現在のザグレブ市電の元となった馬車鉄道よりも1年早い1890年に開通した、ザグレブ市内で最も古い公共交通機関でもある。オシエク市出身の起業家によって提案された計画が1888年にザグレブ市議会で承認された事で翌1899年から1年かけて建設が行われた。開業当初はケーブルの稼働に蒸気エンジンが用いられていたが、出力が低い事や頻繁な修理が必要な事が要因となり、1934年以降は電力によって稼働され、同時に運営権が民間企業から公営組織（ZET）に移管された。一時は老朽化のため廃止も検討されたが、利用客の多さから1969年から1974年にかけて長期間の運休を行った上で施設や機器の大規模な改修工事が実施され、安全性や快適性が大幅に向上した。その前後も含め、開業時から2020年現在に至るまで、ザグレブ・ケーブルカーでは死者・負傷者が発生した事故は1度も発生していない。2020年には開通から130年目を迎えており、開業時から基本的な構造はそのままに公共交通機関として利用されて続けているザグレブ・ケーブルカーはザグレブ市の文化財に認定されている。
大規模改修以降2020年現在まで使用されている車両は、オーストリア・ウィーンに工場を持つワーグナー・ビロが製造したもので、定員は28人（着席定員16人）である。

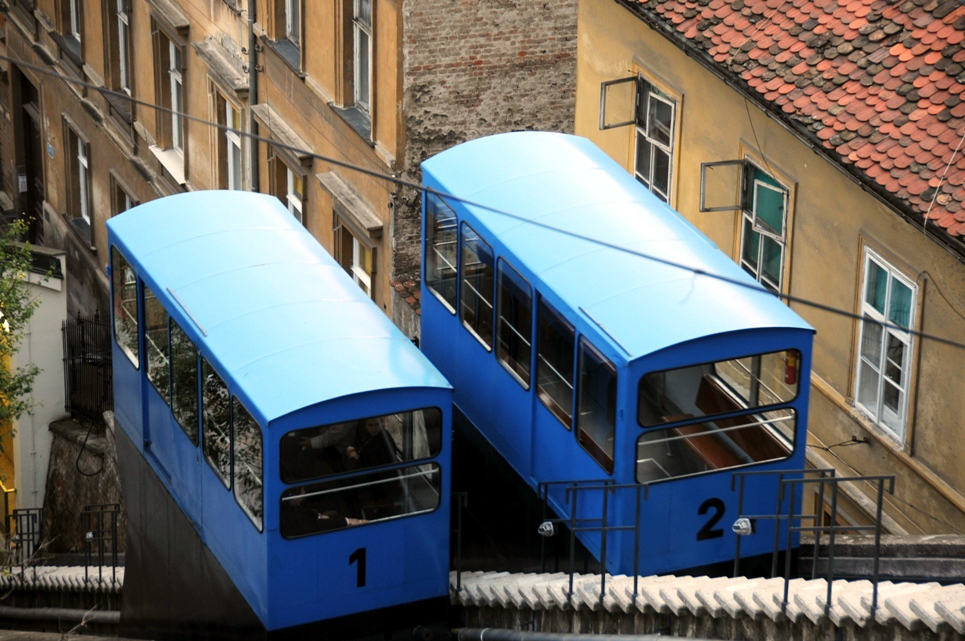
すれ違う車両
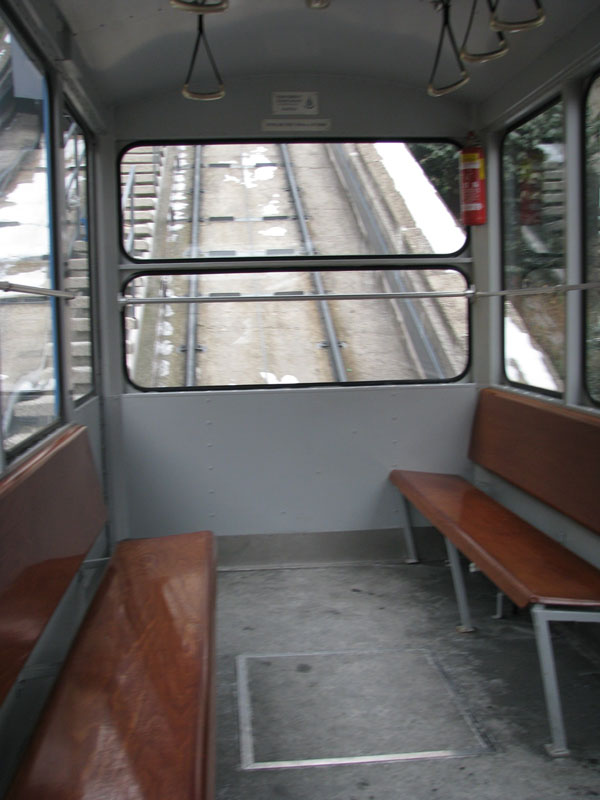
車内
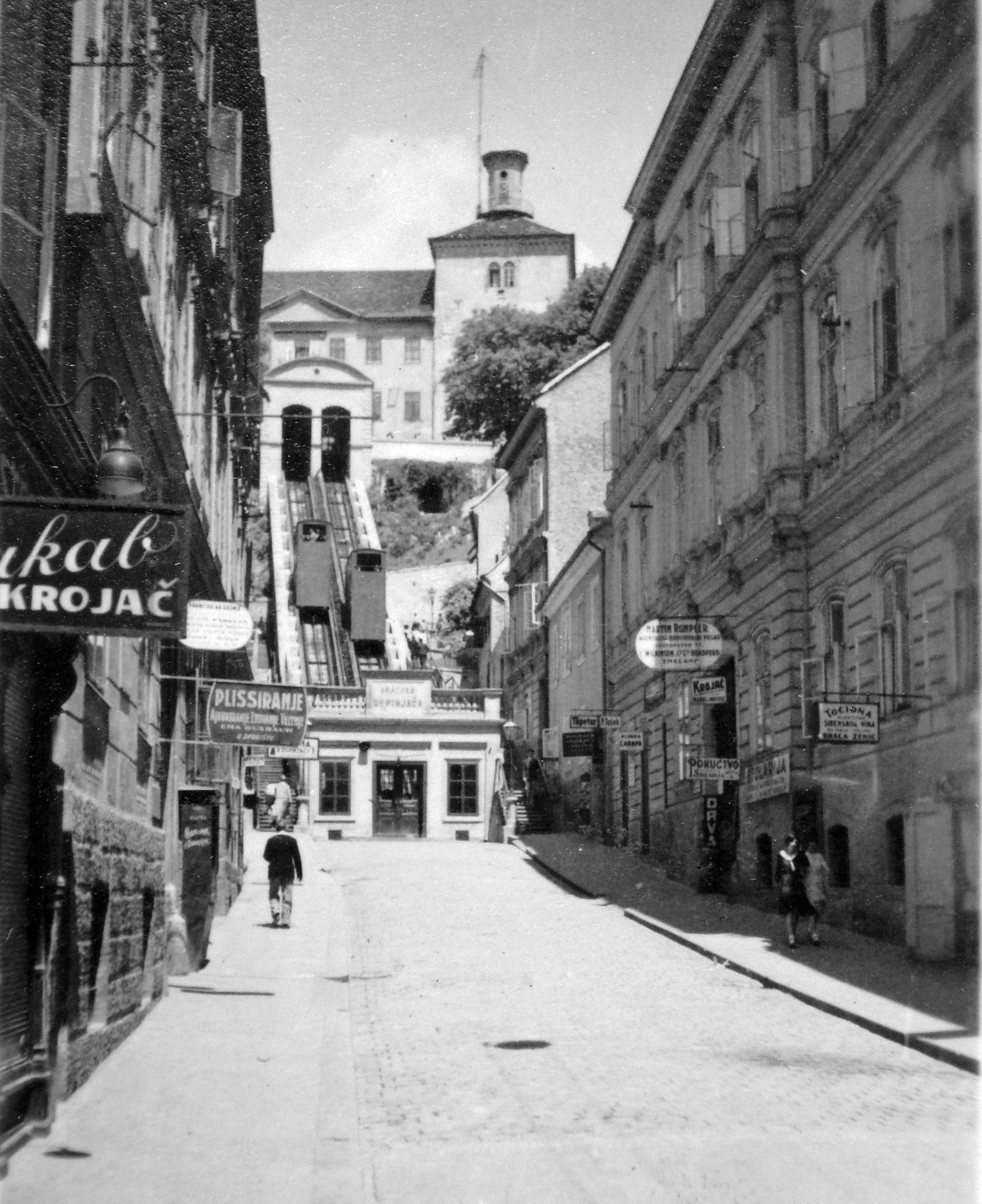
蒸気動力時代のザグレブ・ケーブルカー（1930年撮影）

## 運行
ザグレブ・ケーブルカーは坂下（ドニィ・グラード地区）のトミッチ・ストリート（Tomićevoj ulici）と坂上（ゴルニィ・グラード - メドヴェシュチャク地区）のストロスマイヤー遊歩道（Strossmayerovom šetalištu）を結ぶ路線を有しており、曜日問わず午前6時30分から午後10時まで運行し、10分おきに2両の車両が交互に上下する。乗車時間は片道64秒である。運賃は5クーナで7歳以下の乗客や定年後の高齢者は無料で乗車可能である一方、緊急時の利用客の運賃は25クーナとなっている。また、各種交通機関が無料で利用可能となる観光客向けの「ザグレブカード」にも対応している。

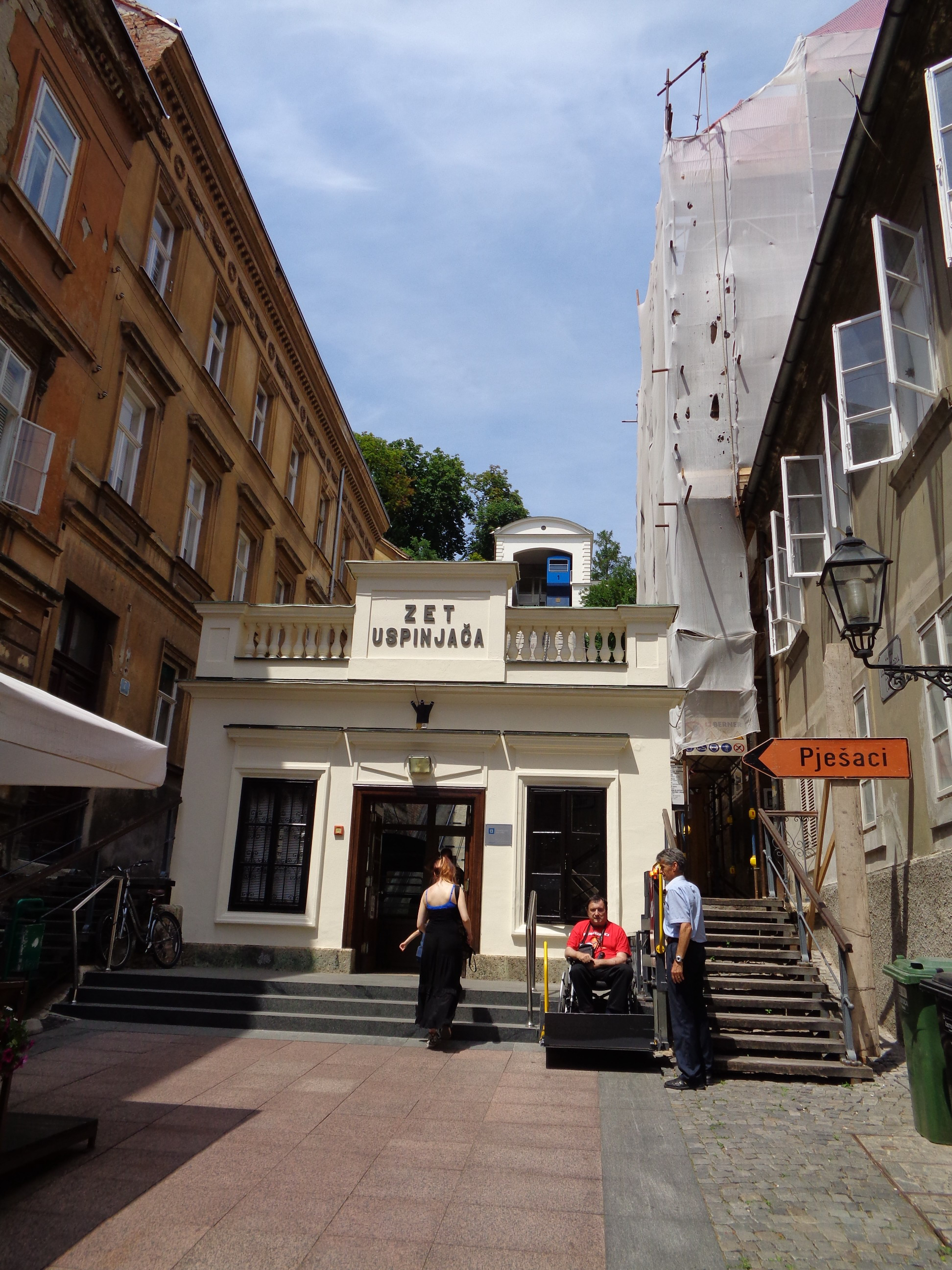
坂下（トミッチ・ストリート）
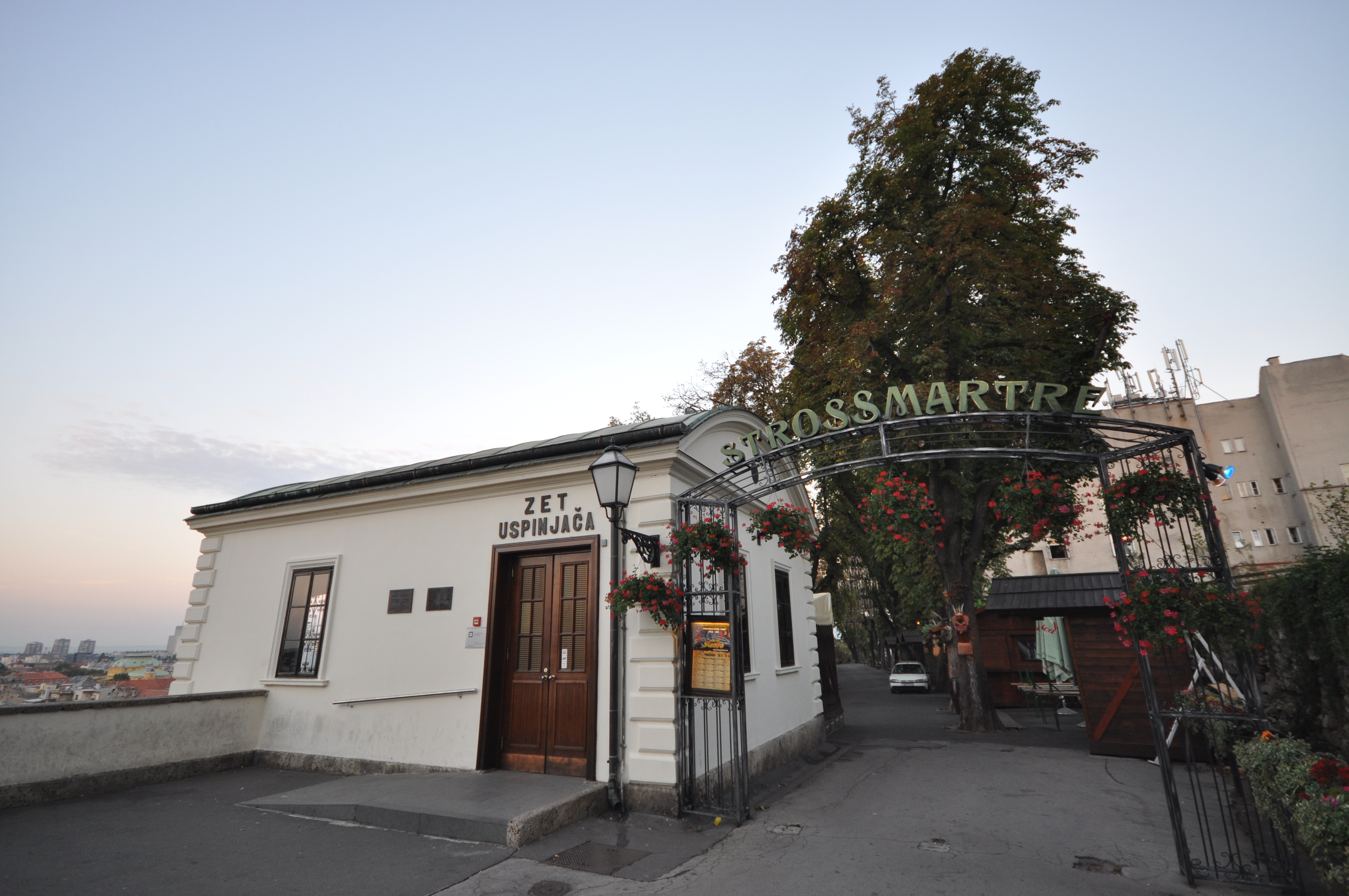
坂上（ストロスマイヤー遊歩道）